# Dorotej (arcibiskup)
Metropolita Dorotej občanským jménem Dimitrij Georgijevič Filip (20. října 1913, Nankovo – 30. prosince 1999, Praha) byl československý pravoslavný duchovní, v letech 1964–1999 metropolita českých zemí a Slovenska a arcibiskup pražský.

## Životopis

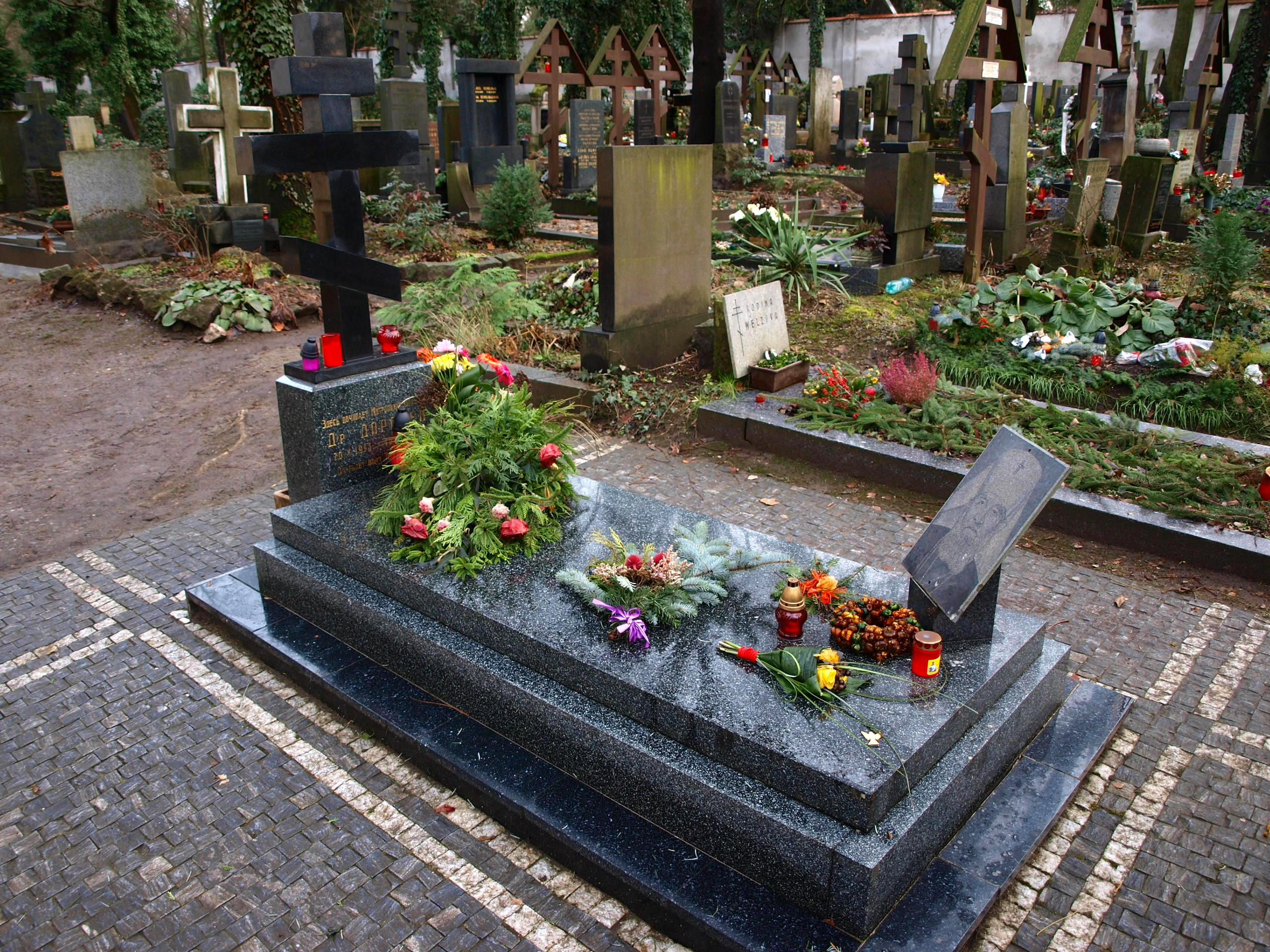
Hrob metropolity Doroteje na Olšanských hřbitovech v těsné blízkosti chrámu Zesnutí přesvaté Bohorodice

Dimitrij se narodil v křesťanské rodině v ukrajinské obci Nankovo na Podkarpatské Rusi, v tehdejším Rakousku-Uhersku. Jeho matka brzy zemřela, a zanedlouho přišel také o otce, jenž podlehl zraněním z první světové války. Již od dětství se aktivně účastnil bohoslužeb, zpíval na kliru svatonikolajevského mužského kláštera v obci Izy.
V rodné vsi dokončil základní školu. Po ukončení "Hospodářské školy" a po vojenské službě vstoupil dne 14. srpna 1938 do kláštera. 7. července 1939, ve věku 25 let, byl postřižen na malou schimu jménem Dorotej, na počest sv. hieromučedníka Doroteje Týrského. Další vzdělání získal v Leningradské duchovní akademii. Obhájil disertační práci a získal titul doktora teologie.
Dne 7. dubna 1940 byl vysvěcen na jerodiákona, o rok později, 7. dubna 1941 pak na jeromonacha.
V roce 1951 moskevský patriarcha Alexij I. potvrdil autokefalitu (plnou samostatnost) pravoslavné církve v Československu. Dne 12. června 1955 byl v katedrále Zjevení Páně v Moskvě moskevským patriarchou Alexiem I. za účasti několika dalších spolusvětitelů vysvěcen na biskupa pro kremenecký vikariát. 19. srpna téhož roku se stal biskupem prešovské eparchie. Dne 23. října 1964 byl arcibiskup Dorotej na IV. pomístním sněmu československé pravoslavné církve zvolen metropolitou českých zemí a Slovenska a zároveň pražským arcibiskupem. 25. října 1964 pak proběhla jeho intronizace.
V letech 1973–1974 inicioval rekonstrukci chrámu Zesnutí přesvaté Bohorodice na Olšanských hřbitovech v Praze. Podle nepodložených informací měl blíže nespecifikovaným způsobem spolupracovat s komunistickým režimem v rámci Křesťanské mírové konference[zdroj?].
Vladyka Dorotej zemřel na konci roku 1999. Jeho nástupcem byl roku 2000 zvolen Mikuláš (Kocvár). Je pohřben na Olšanských hřbitovech.